# Francisco Aguilera y Egea
Francisco Aguilera y Egea (Ciudad Real, 21 de diciembre de 1857–Madrid, 19 de mayo de 1931) fue un militar y político español.

## Biografía
Nacido el 21 de diciembre de 1857 en Ciudad Real, combatió en las campañas de Marruecos ocupándose de la plaza de Tetuán desde 1911. El 19 de abril de 1917 fue nombrado ministro de la Guerra en el gobierno de Manuel García Prieto, ocupando el cargo hasta junio del mismo año. Durante su corto período en el Ministerio decretó la disolución de las "Juntas militares de Defensa", por ir en contra de la disciplina castrense.

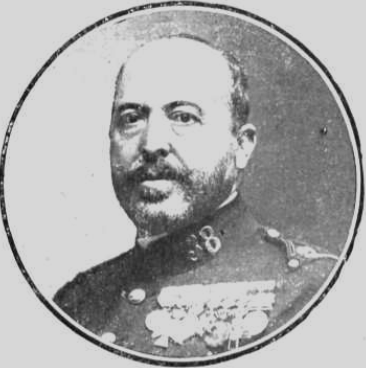
Fotografiado hacia 1912

Fue después senador vitalicio desde 1918 y, como liberal convencido, gozaba de mucho prestigio en el Ejército hasta el punto de que se barajó su nombre para encabezar un directorio militar poco antes del golpe de Miguel Primo de Rivera. Tuvo una desagradable polémica en defensa del ejército con el político José Sánchez Guerra acerca del expediente derivado del Desastre de Annual, que acabó con una bofetada propinada por el político conservador en el despacho de la presidencia del Senado que arruinó su prestigio. 
Durante el posterior Directorio militar, mantuvo una oposición férrea a Primo de Rivera y fue uno de los principales líderes, junto a los generales Valeriano Weyler López Ochoa y Domingo Batet, de la Sanjuanada de 1926 y del levantamiento de los artilleros de enero de 1929 en Ciudad Real y Valencia. Tras la proclamación de la Segunda República, el ministro de la Guerra del gobierno provisional Manuel Azaña le ascendió al rango de capitán general en 1931, antes de suprimir ese grado militar y días antes de su fallecimiento.
Falleció en su domicilio del número 12 de la calle de Alfonso XII en el tránsito entre el 19 y el 20 de mayo de 1931.

## Reconocimientos
- Gran Cruz de la Orden del Mérito Militar (1907)[7]
- Gran Cruz de la Orden de San Hermenegildo (1909)[8]
- Gran Cruz (roja) de la Orden del Mérito Militar (1910)[9]
- Gran Cruz de la Real Orden de Carlos III (1919)[10]